# Blenio
Blenio je obec ve švýcarském kantonu Ticino, nacházející se ve stejnojmenném okresu Blenio. Nachází se v údolí řeky Brenno, v nejsevernější části Ticina, asi 38 kilometrů severně od kantonálního hlavního města Bellinzony. Má přibližně 1 800 obyvatel.
Obec vznikla 22. října 2006 sloučením bývalých samostatných obcí Aquila, Campo (Blenio), Ghirone, Olivone a Torre.

## Geografie
Obec se rozkládá v celém horním údolí Blenio (Valle di Blenio). Hlavní údolí, které začíná u průsmyku Greinapass jako Val Camadra a kterým protéká řeka Brenno ve směru od severu k jihu, se u Campa spojuje s údolím Val di Campo a v povodí Olivone s údolím Valle Santa Maria, které zajišťuje přístup do průsmyku Lukmanierpass.
Sousedními obcemi jsou Acquarossa, Serravalle, Faido a Quinto v kantonu Ticino a Medel (Lucmagn), Lumnezia, Vals a Rheinwald v kantonu Graubünden.

## Historie

Údolí Blenio (1954)

V údolí Blenio byly nalezeny předměty z období neolitu a v roce 1852 více než 5000 římských mincí s podobiznami Aureliana až Konstantina I. Velikého. Předpokládá se, že údolí bylo osídleno Kelty a Réty. V závěti z roku 948 odkázal biskup Atto z Vercelli milánské katedrální kapitule tři ambroziánská údolí, která patřila k jeho majetku (allodium), a položil tak základ duchovní a světské správy kanovníků nad údolími Valle Leventina, Blenio a Riviera. Od roku 1440/1441 do roku 1789 patřila obec Prugiasco politicky k Leventině.
Poprvé se údolí zmocnili konfederáti v roce 1479, znovu v roce 1495 a nakonec 28. května 1496; následujícího dne obyvatelé složili přísahu věrnosti. Blenio spravovaly společně kantony Uri, Schwyz a Obwalden; v roce 1501 jmenovaly prvního soudního vykonavatele se sídlem v Lottigně. Za konfederační vlády jmenoval sněm údolí hejtmana, velitele domobrany, pána panství, pokladníka, kancléře a radu.
Sloučení pěti nejvyšších obcí okresu Blenio do nové obce Blenio, o němž rozhodl kantonální parlament Ticina 25. ledna 2005, mělo být původně dokončeno na jaře 2006, ale námitka obce Aquila vedla k odkladu. Poté, co Spolkový soudní dvůr 18. dubna 2006 odvolání zamítl, byla cesta ke sloučení, která nabyla právní moci 22. října 2006, volná. V Olivone, největší místní části nové obce, byla soustředěna centrální zařízení, jako je obecní úřad a škola; správa budov se nachází v Aquile.
Kritici si stěžovali, že pojmenování nové obce názvem údolí, ačkoli zahrnuje pouze jeho horní část, by vedlo k nedorozuměním. Dne 22. prosince 2006 proto městská rada zřídila dvě komise, které se měly zabývat možným přejmenováním. Na konci srpna 2007 bylo rozhodnuto, že si ponechá název Blenio.
V referendu, konaném dne 27. listopadu 2016, se většina obyvatel obce Blenio vyslovila proti zřízení národního parku Parc Adula.

## Obyvatelstvo
| Rok            | 2010 | 2015 | 2017 | 2019 | 2020 |
| Počet obyvatel | 1697 | 1783 | 1826 | 1770 | 1770 |

Údolí Blenio je jednou z italsky mluvících oblastí Švýcarska. Převážná většina obyvatel obce tak hovoří italsky.

## Doprava
Většina obce leží na hlavní silnici vedoucí údolím Blenio (číslo 416), která se u obce Biasca napojuje na dálnici A2 na jihu. Hlavní silnice vede z větší části po pravém břehu řeky Brenno. Dále na sever do kantonu Graubünden (konkrétně do Disentisu) je možné projet Lukmanierským průsmykem.